# 绍恩堡
绍恩堡是德国黑森州的一个市镇。总面积30.86平方公里，总人口10245人，其中男性5090人，女性5155人（2011年12月31日），人口密度332人/平方公里。